# Miles Goodman
Elliott Miles Goodman (Los Angeles, Califórnia, 27 de agosto de 1949 - Brentwood, Califórnia, 16 de agosto de 1996) foi um compositor estadunidense e foi primo do compositor Johnny Mandel.

## Carreira
Amigo e colaborador de Frank Oz, Goodman fez a parceria com ele de 1986 a 1995, por exemplo: A Lojinha dos Horrores (Little Shop of Horrors) (1986) (o primeiro filme da parceria Goodman e Oz), Ladrões e Cavalheiros (Dirty Rotten Scoundrels) (1988), Que se Passa com Bob? (What About Bob?) (1991) e Como Agarrar um Marido (Housesitter) (1992) (o último filme da parceria Goodman e Oz). Apesar de Goodman teria encomendado para compor a música do filme A Chave Mágica (The Indian in the Cupboard) (1995), a composição dele foi rejeitada e foi substituído por Randy Edelman. Isso foi um acordo mútuo entre Goodman e Oz.

## Morte
Miles Goodman morreu de um ataque cardíaco aos 46 anos no dia 16 de Agosto de 1996.